# Auverse
Auverse är en kommun i departementet Maine-et-Loire i regionen Pays de la Loire i nordvästra Frankrike. Kommunen ligger i kantonen Noyant som tillhör arrondissementet Saumur. År 2018 hade Auverse 418 invånare.

## Befolkningsutveckling
Antalet invånare i kommunen Auverse
| Referens: INSEE |